# Кармышево
Кармышево (баш. Ҡармыш) — село в Кармышевском сельсовете муниципального района Альшеевский район Республики Башкортостан России. 
Находится на левом берегу реки Дёмы.

## Население
| 2002 | 2009 | 2010 |
| ---- | ---- | ---- |
| 687  | ↗701 | ↘651 |

Согласно переписи 2002 года, преобладающая национальность — башкиры (100 %).

## Географическое положение
Расстояние до:
- районного центра (Раевский): 7 км,
- ближайшей железнодорожной станции (Раевка): 7 км.

## История
Деревня Кармышево несколько раз упоминается в опубликованных источниках. В 1770 г. её жители Кусяп Биктимиров, Кубакай Кулчумаков, Балтас Аканов вместе с вотчинниками д. Чуракаево, Альшеево, Аккулаево и Касимово отдали чувашам часть своих яик-суби-минских земель в аренду сроком на 20 лет. Договорную запись башкир Яик-Суби-Минской волости об отдаче башкир Мокшинской волости земли по р. Асав в 1745 г. написал: «По повелению земледатчиков и взятчиков мулла Кармыш». Ещё ранее в 1731 г. башкир Минской волости Кармыш Уразаев участвовал в припуске крепостного человека. Эти Кармышы есть одно и то же лицо, являвшееся первопоселенцем. В 1759 г. жители Кармышева Алдан Янбаев, уже известный нам Кусяп Биктимиров, Чура Ишкуватов, Балтас Иликов, Исергап Кубяков вместе с башкирами д. Чураево, Альшеево припустили мишарей из д. Кандыково на свою землю по р. Слак. Выходит, что между 1745 и 1759 гг. образовалась д. Кармышево.
В 1795 г. она состояла из 22 домов с 119 жителями. В 1816 г. было 176, в 1834 г. — 224, в 1870 г. — 253, в 1920 г. — 598 башкир. В 1843 г. на 224 человека сеяли 8 пудов озимого, 1160 пудов ярового хлеба.

## Религия
В селе есть мечеть.